# 不法占有競売物件明渡し請求訴訟
不法占有競売物件明渡し請求訴訟（ふほうせんゆうぶっけんあけわたしせいきゅうそしょう）は、日本の民事訴訟。抵当権者が対象となる不動産を不法占有する人物に対して明け渡し要求ができるかどうかが争点となった。

## 概要
1989年11月に国民金融公庫が愛知県日進市の男性に2800万円を融資したが、返済されないために、土地と建物の根抵当権に基づいて1993年9月に競売を申し立てた。しかし、建物には根抵当権設定後に3年間の短期で賃貸借契約を結んだ人物から又貸しを受けた夫婦が住むようになった。そのため、入札希望者が出ず、国民金融公庫が建物の明け渡しを求めて提訴した。
1995年10月の名古屋地方裁判所、1996年5月29日の名古屋高等裁判所の判決はともに、夫婦は権限のない人から貸借した不法占有者と認定して、明け渡しを命じ、夫婦は上告した。その後、夫婦は明け渡しに応じたが、訴訟は継続された。
1999年11月24日に最高裁判所大法廷は抵当権について「不動産の交換価値から他の債権者に優先して弁済を受ける権利であり、抵当権者は原則として、不動産の使用について干渉できない」とする原則を示す一方で「不法占有によって適正な価格より売却価格が下落する恐れがあるなど抵当権者の弁済請求権の行使が困難になる時は抵当権侵害にあたる」とし、抵当権に基づいて明け渡しを請求できるとした。また最高裁判決は、抵当権者は所有者に対して物件を適切に維持、保存することを求める権利もあるとする新判断を示した。奥田昌道判事は競売申し立て以前でも物件の価値を下げるような行為があれば「侵害を阻止する法的手段が用意されていなければならない」と補足意見を述べた。

## 過去の判例
大阪市での同種の事案の1991年3月22日の最高裁判決では「不法占有者がいても、競売物件を購入した人が民事執行法の手続きに従って引き渡しを求める等の裁判を起こすことで占有を排除できるので、占有それ自体は不動産の担保価値を下げるものではない」とし、抵当権は占有を排除できず所有者に代わって明け渡しを求めることはできないとする判断を示していた。この判決は賃貸マンションの一般居住者が抵当権者の都合で突然退去させられるような事態がないよう、抵当権者の権利をいたずらに拡大すべきではないという民法上の配慮が働いたと推測されたが、結果として占有屋の跋扈を招き、抵当権者である金融機関は対応できず、バブル崩壊後の日本の金融業界の衰退に拍車をかけた。民事執行法の手続きで占有屋を追い出すことができるとしても、執行手続きには競売物件を購入した人が危険を承知の上で自分で裁判所に申し立てて行うものであり、現実には占有屋が居座るために物件を落札しようとする希望者がまず現れないのが実態だったため、1991年の最高裁判決は「物件が売れずに価値が下がっている現実と乖離している」という批判があった。